# Dan Haskett
Daniel A. Haskett (né le 20 août 1952 à New York) est un animateur et character designer américain ayant travaillé pour Disney et Warner Bros.

## Biographie
Sa carrière débuta en 1969, alors qu'il fréquentait encore le collège High School of Art and Design de New York City
Sa première oeuvre fut une publicité pour le café Brim, qu'il décrit comme "très psychédélique".
En 1977, il entra en formation dans un groupe de jeunes animateurs sous les directives des Neuf Sages de Disney, aux Walt Disney Animation Studios, confinés dans une pièce étroite.
Haskett a officiellement travaillé sur de nombreux films et séries d'animation, des documentaires, des publicités et fut récompensé d'un Emmy Award pour son œuvre.
En tant que character designer, il conçut Ariel pour La Petite Sirène (où il travailla aussi sur Ursula), Belle pour La Belle et la Bête, Rox adulte dans Rox et Rouky, Minerva Mink dans Animaniacs et plusieurs personnages des Simpson dont Edna Krapabelle, Moe Szyslak et Barney Gumble.
Il dessina anima également les Looney Tunes depuis 1979, finissant par travailler comme character designer sur la série Looney Tunes Cartoons de 2019.
Il réside actuellement en Californie du Sud.

## Filmographie partielle
- Anne et Andy (1977)- assistant d'animation
- 1982 : Fun with Mr. Future
- Les Aventures des Chipmunks (1987)- animateur, character designer, storyboardeur
- SOS Daffy Duck (1988) - animateur
- La Petite Sirène (1989)- character designer d'Ursula et Ariel
- Les Tiny Toons (1990)- character designer, dont Babs
- La Belle et la Bête (1991) - character designer de Belle
- Les aventures de Zack et Crysta dans la Forêt de Ferngully (1992)- character designer additionnel
- Toy Story (1995)- character designer
- Le Prince d'Egypte (1998)- character designer additionnel
- Space Jam 2 (2021)- character designer